# Tipasa ilatana
Tipasa ilatana är en fjärilsart som beskrevs av Holland 1900. Tipasa ilatana ingår i släktet Tipasa och familjen nattflyn. Inga underarter finns listade i Catalogue of Life.